# Antonio Calza
Antonio Calza (Verona, 1658 – Verona, 18 aprile 1725) è stato un pittore italiano del periodo Barocco.

## Biografia

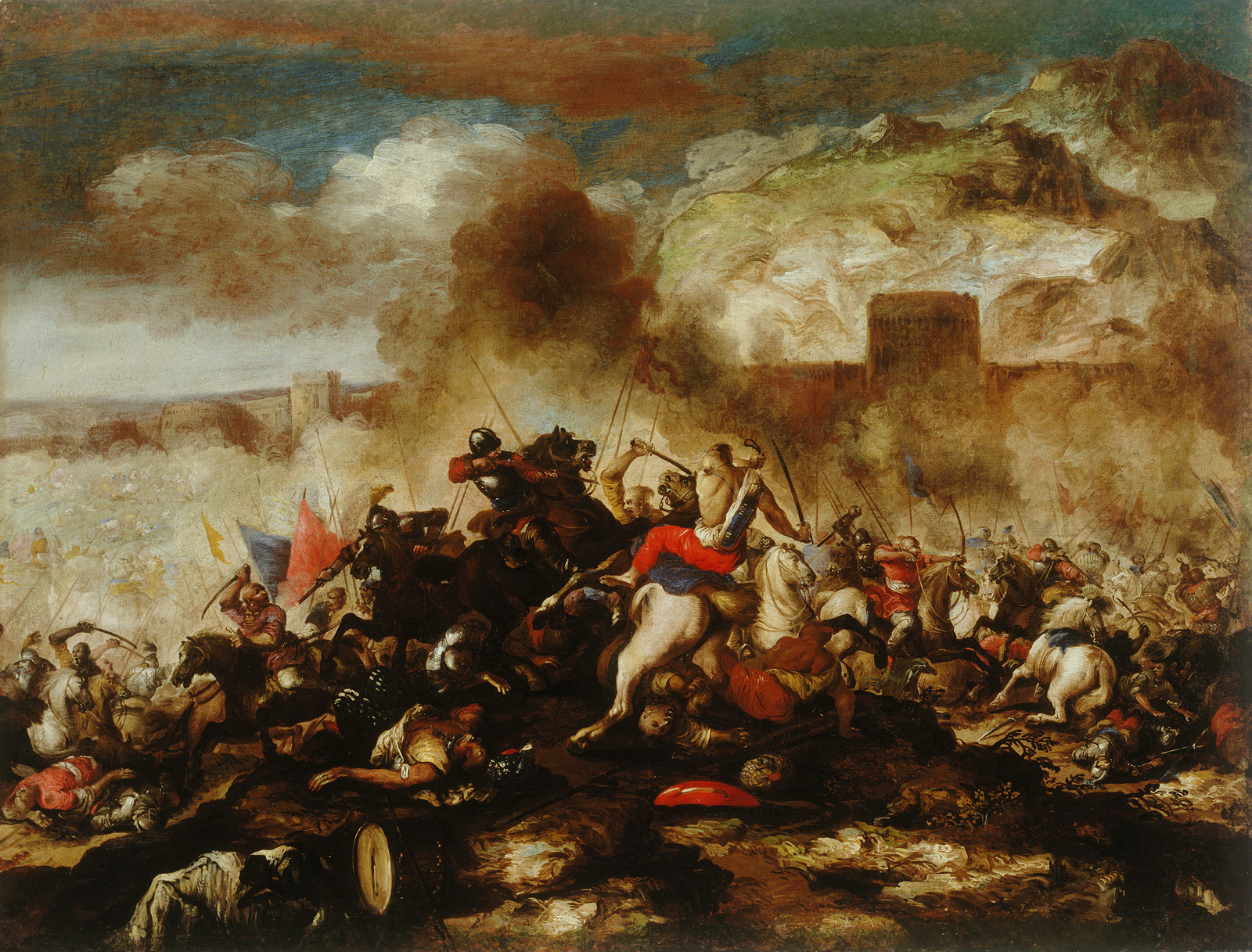
Battaglia contro i turchi sotto le mura di una città murata, Università di Lubiana

Figlio di un gioielliere di nome Giovanni, fu allievo del pittore bolognese Carlo Cignani, poi si trasferì a Roma per lavorare sotto Jacques Courtois.
Tra i suoi discepoli vi furono Guglielmo Capodoro e Giovanni Battista Canziani. Calza, che lavorò principalmente a Bologna, è conosciuto per i dipinti storici e per i dipinti  di battaglie.